# Marcus Mann (Fußballspieler)
Marcus Mann (* 14. März 1984 in Leonberg) ist ein ehemaliger deutscher Fußballspieler und heutiger -funktionär. Er ist Geschäftsführer Sport von Hannover 96.

## Karriere

### Als Spieler
Der Abwehrspieler spielte ab 1995 für den Karlsruher SC, davor war er bei der SKV Rutesheim aktiv. Er brachte es auf zwei Einsätze für die KSC-Profis in der Zweiten Bundesliga. Zum Saisonbeginn 2006/07 wechselte der 23-Jährige letztlich zum SV Darmstadt 98 ans Böllenfalltor, wo er im Trikot der Lilien 31 Spiele absolvierte und drei Tore erzielte. Von 2007 bis 2009 spielte er für die Stuttgarter Kickers.
Manns Saisonbilanz 2007/08: 32 Spiele, 2 Tore, 8 Gelbe Karten, 1 Gelb-Rote Karte.
Auch in der Saison 2008/09 lief Mann für die Stuttgarter Kickers auf, dann in der neugegründeten 3. Liga.
Zum Beginn der Saison 2009/10 wechselte Marcus Mann zum 1. FC Saarbrücken. Dort unterschrieb er zunächst einen Einjahresvertrag, blieb aber auch in der folgenden Saison, in der der 1. FC Saarbrücken in der dritten Liga antritt, dem Verein als Abwehrchef erhalten. Zur Saison 2011/12 wechselte Mann zum SV Wehen Wiesbaden.

### Als Trainer und Funktionär
Am 29. April 2016 wurde Marcus Mann als sportlicher Leiter beim 1. FC Saarbrücken vorgestellt. Zum 30. April 2016 beendet er damit seine aktive Fußballkarriere. Nach der Freistellung des Cheftrainers Dirk Lottner Anfang Dezember 2019 übernahm Mann interimistisch bis zum 1. Januar 2020 dessen Amt und gewann das einzige Spiel gegen Rot-Weiß Koblenz mit 7:1, auf ihn folgte Lukas Kwasniok, mit dem die Mannschaft letztendlich noch den Aufstieg schaffte.
Anfang Juli 2020 trat der Schwabe sein Amt als Sportchef der Nachwuchsabteilung des Bundesligisten TSG 1899 Hoffenheim, bei dem er seine Spielerkarriere beendet hatte, an.
Seit 2021 ist er Sportdirektor bei Hannover 96. Mitte März 2025 wurde er zum Geschäftsführer bestellt.

## Erfolge
- Aufstiege in die 3. Liga 2010 als Spieler und 2020 als Sportlicher Leiter mit dem 1. FC Saarbrücken
- Erreichen des DFB-Pokal-Halbfinales 2020 als Sportlicher Leiter mit dem 1. FC Saarbrücken
- Qualifikation für die 3. Liga 2008 mit den Stuttgarter Kickers